# Gekko vittatus
Gekko vittatus або гекон смугастий — вид геконів родини геконові (Gekkonidae), поширений в Індонезії, Палау, Новій Гвінеї та на Соломонових Островах. Отримав свою загальну назву за контрастну білу смугу, що тягнеться через всю їхню спину.

## Опис
Це комахоїдний нічний гекон, який також активний вранці та ввечері. У довжину сягає до 25 см. Досить стрункий на вигляд, коричневого кольору з помітною світлою лінією від основи хвоста до голови, яка завершується літерою «Y».

## Середовище існування
Ведуть деревний спосіб життя. Смугасті гекони живуть у вологих тропічних лісах, де температура вдень наближається до 30 °C, а вночі рідко опускається нижче 20 °C. Вологість повітря дуже висока, до 80 %. 

## Утримання в неволі
У дикій природі смугасті гекони живуть зазвичай 3—5 років, однак у неволі за належного догляду тривалість їхнього життя значно збільшується, в тому числі й у відловлених диких особин. У неволі вони можуть жити щонайменше вдвічі довше, а деякі особини доживають до 15—20 років за належного догляду.